# Бойнички
Бойнички (словац. Bojničky) — село, громада в окрузі Ґаланта, Трнавський край, Словаччина. Площа села 9,27 км². Станом на 31 грудня 2015 року в селі проживало 1374 жителі.

## Історія
Перші згадки про село датуються 1113 роком.

## Населення
| Рік:            | 1994. | 2004.   | 2014.   | 2024.   |
| --------------- | ----- | ------- | ------- | ------- |
| Кількість осіб: | 1202  | 1291    | 1369    | 1421    |
| Різниця:        |       | +7,40 % | +6,04 % | +3,79 % |

| Рік:            | 2023. | 2024.   |
| --------------- | ----- | ------- |
| Кількість осіб: | 1431  | 1421    |
| Різниця:        |       | -0,69 % |